# Fölene socken
Fölene socken i Västergötland ingick i Kullings härad, ingår sedan 1971 i Herrljunga kommun och motsvarar från 2016 Fölene distrikt.
Socknens areal är 18,74 kvadratkilometer varav 18,61 land. År 2000 fanns här 210 invånare.  Sockenkyrkan Fölene kyrka ligger i socknen.

## Administrativ historik
Socknen har medeltida ursprung. 
Vid kommunreformen 1862 övergick socknens ansvar för de kyrkliga frågorna till Fölene församling och för de borgerliga frågorna bildades Fölene landskommun. Landskommunen uppgick 1952 i Herrljunga landskommun som 1953 ombildades till Herrljunga köping som 1971 ombildades till Herrljunga kommun. Församlingen uppgick 2010 i Herrljunga landsbygdsförsamling.
1 januari 2016 inrättades distriktet Fölene, med samma omfattning som församlingen hade 1999/2000.  
Socknen har tillhört län, fögderier, tingslag och domsagor enligt vad som beskrivs i artikeln Kullings härad. De indelta soldaterna tillhörde Västgöta regemente, Elfsborgs kompani och Västgöta-Dals regemente, Kullings kompani.

## Geografi
Fölene socken ligger nordväst om Herrljunga kring Nossan i söder. Socknen har odlingsbygd vid ån och är i norr en mossrik bergs- och skogstrakt i Edsveden.

## Fornlämningar
Två hällkistor från stenåldern är funna. Från bronsåldern finns gravrösen, stensättningar, skålgropsförekomster och en storhög. Från järnåldern finns gravar. Två runstenar har påträffats i kyrkan.

## Befolkningsutveckling
Befolkningen ökade från 280 1810 till 454 1880 varefter den minskade till 186 1980 då den var som minst under 1900-talet. Därpå ökade befolkningen igen till 221 1990.

## Namnet
Namnet skrevs 1411 Fyline och kommer från kyrkbyn. Efterleden innehåller vin, 'betesmark; äng'. Förleden innehåller föl eller fåle.